# Вогнестійкість
Вогнесті́йкість — властивість матеріалів, виробів, конструкцій, будівель та споруд чинити опір дії вогню та високих температур, не піддаватися загорянню, не деформуватися, зберігати свої тримальні та захисні властивості. Межі такої вогнестійкості визначаються через вогневі випробування за стандартною методикою і виражаються часом.

## Характеристики вогнестійкості
Властивість будівель та споруд чинити опір руйнівній дії вогню характеризується межами вогнестійкості основних будівельних конструкцій та межами вогнестійкості вогню в них.

### Межа вогнестійкості
Межа вогнестійкості — це час, протягом якого конструкція може витримати дію вогню, а потім вже починається деформація.
На території України з 01.06.2017 набули чинності державні будівельні норми ДБН В.1.1-7-2016 "Пожежна безпека об'єктів будівництва" загальні вимоги (наказ Мінрегіону України від 31.10.16 р. № 287). З введенням в дію цих ДБН вважаються такими, що втратили чинність ДБН В.1.1-7-2002 "Пожежна безпека об'єктів будівництва".
У Нормах залишено вісім ступенів (І, II, III, ІІІа, ІІІб, IV, IVa, V) вогнестійкості будинків.

#### І
будинки з несучими та огороджувальними конструкціями з природних матеріалів або штучного каменю, бетону або залізобетону із застосуванням листових і плиткових негорючих матеріалів;

#### ІІ
будинки з несучими та огороджувальними конструкціями з природних матеріалів або штучного каменю, бетону або залізобетону з застосуванням листових і плиткових негорючих матеріалів. У покриттях будівель дозволяється застосовувати незахищені сталеві конструкції;

#### ІІІ
будинки з несучими та огороджувальними конструкціями з природних матеріалів або штучного каменю, бетону або залізобетону. Для перекриттів дозволяється використовувати дерев'яні конструкції, захищені штукатуркою або важкогорючими листовими, а також плитковими матеріалами. До елементів покриття не ставляться вимоги щодо межі вогнетривкості й межі розповсюдження вогню; при цьому елементи покриття із деревини підлягають вогнезахисній обробці;

#### ІІІа
будинки переважно з каркасною конструктивною схемою. Елементи каркаса із сталевих незахищених конструкцій; огороджувальні конструкції із сталевих листів або інших негорючих листових матеріалів з важкогорючим утеплювачем;

#### ІІІб
будинки переважно з каркасною конструктивною схемою. Елементи каркаса - із суцільної або клеєної деревини, які піддаються вогнезахисній обробці відповідно до вимог обмеження розповсюдження вогню; огороджувальні конструкції - з панелей або поелементного складання, виконані із застосуванням деревини або матеріалів на її основі. Деревина та інші горючі матеріали огороджувальних конструкцій піддаються вогнезахисній обробці або захищаються від дії вогню та високих температур, щоб забезпечити необхідну межу розповсюдження вогню;

#### IV
будинки з несучими та захисними конструкціями із суцільної або клеєної деревини та інших горючих або важкогорючих матеріалів, захищених від дії вогню і високих температур штукатуркою або іншим листовим чи плитковим матеріалом. До елементів покриття не ставляться вимоги щодо межі вогнестійкості і межі розповсюдження вогню. При цьому елементи покриття із деревини підлягають вогнезахисній обробці;

#### IVa
будинки, переважно одноповерхові, з каркасною конструктивною схемою. Елементи каркаса - зі сталевих незахищених конструкцій; огороджувальні конструкції - із сталевих листів або інших негорючих матеріалів з горючим утеплювачем;

#### V
будинки. До несучих і огороджувальних конструкцій не ставляться вимоги щодо меж вогнестійкості і меж розповсюдження вогню.

## Випробування на вогнестійкість
Випробування будівельних конструкцій на вогнестійкість та розповсюдження вогню в них проводять за методиками, розробленими інститутами пожежної безпеки, а також за ДСТУ Б В.1.1-4-98 «Захист від пожежі. Будівельні конструкції. Методи випробувань на вогнестійкість. Загальні вимоги». Випробування  на вогнестійкість проводять компетентні та незалежні випробувальні лабораторії та центри (див. Примітки)

## Залежність вогнестійкості від матеріалу
Вогнестійкість стін та перегородок з цегли, бетону, гіпсового каменю підвищується із збільшенням їх товщини, а стояків та колон з цегли, бетону та залізобетону — їх перерізу.
Сталеві незахищені колони та інші металеві конструкції, хоч і відносяться до вогнетривких, мають дуже низькі межі вогнестійкості, а в умовах пожежі вони навіть менш стійкі, ніж спалимі дерев'яні. Це пояснюється тим, що внаслідок високої теплопровідності та плинності межа вогнестійкості таких конструкцій суттєво не підвищується при збільшенні товщини чи перерізу, а при температурі 500 — 600 °C всі металеві конструкції втрачають тримальні властивості, деформуються й руйнуються.

## Вимоги щодо вогнестійкості
Основні будівельні конструкції повинні забезпечувати межу вогнестійкості — 2.5 — 3 години, а підземні будівельні конструкції наземних будівель — до 3 годин і більше. В період з'єднання полум'я з температурою, яка змінюється протягом часу, вони мають зберігати свої тримальні та захисні властивості за стандартним режимом.

## Засоби збільшення вогнестійкості
Захист металевих конструкцій штукатуркою, цеглою, гіпсовими чи керамзито-бетонними плитами значно підвищує їх вогнестійкість.

### Матеріали для збільшення вогнестійкості
Останнім часом для вогнезахисту будівельних конструкцій і споруд широко запроваджуються фосфатні сполуки на основі рідкого скла, які наносяться безпосередньо на поверхню конструкцій методом набризку. Але, незважаючи на уявну простоту, цей метод має недоліки, що ускладнюють його застосування при підвищених вимогах до вогнестійкості: велика трудомісткість робіт; низький рівень надійності та довговічності, особливо при великій товщині шару; складність відновлювання, ремонту та інше.